# BoCoCa
BoCoCa são três bairros adjacentes de Brooklyn, em Nova Iorque: Boerum Hill, Cobble Hill, e Carroll Gardens. BoCoCa, portanto, não é um bairro oficial, mas um termo genérico para uma pequena região de Brooklyn, localizada ao sul e a sudoeste do Centro de Brooklyn. O nome relativamente novo não é amplamente utilizado, mas está ficando mais conhecido, mesmo fora dos Estados Unidos. Entre as publicações que usam o termo "BoCoCa" para classificar esses bairros está o Guia do New York Magazine.
A NYC & Company, "a organização do turismo, marketing e parceria oficial", reconheceu o termo BoCoCa em seu site.